# Valdemierque
Valdemierque – gmina w Hiszpanii, w prowincji Salamanka, w Kastylii i León, o powierzchni 17,3 km². W 2011 roku gmina liczyła 60 mieszkańców.